# Aurélie Basset
Aurélie Basset (ur. 13 maja 1989) – francuska zapaśniczka walcząca w stylu wolnym. Dwunasta na mistrzostwach świata w 2012. Piąta w mistrzostwach Europy w 2014. Dziewiąta na igrzyskach europejskich w 2015. Brązowa medalistka igrzysk śródziemnomorskich w 2009 i 2013. Mistrzyni igrzysk frankofońskich w 2017. Szósta w Pucharze Świata w 2011. Ósma na akademickich mistrzostwach świata w 2010. Trzecia na ME juniorów w 2009 roku.